# Радич, Павле
Павле Радич (хорв. Pavle Radić; 10 января 1880, Десно-Требарьево, Королевство Хорватия и Славония, Австро-Венгрия — 20 июня 1928, Белград, Королевство сербов, хорватов и словенцев) — хорватский политик, член Хорватской крестьянской партии (HPSS).
Радич был застрелен в югославском парламенте сербским радикальным политиком Пунишей Рачичем. Это убийство ещё больше раскололо хорватов и сербов и положило начало распаду парламентской системы, кульминацией которого стала установление диктатуры 6 января 1929 года.

## Убийство
20 июня 1928 года в законодательном собрании Пуниша Рачич, член Народной радикальной партии, встал и произнёс провокационную речь, вызвавшую бурную реакцию у оппозиции, при этом сам Радич хранил молчание. Среди прочих, Иван Пернар крикнул Рачичу: «Ты грабил беев» (намекая на обвинения в коррупции, которые ему выдвигались). В своей предшествующей речи Радич обвинил Рачича в воровстве у гражданского населения, а потом отказался извиниться, когда Рачич потребовал его это сделать. Пуниша Рачич направился к трибуне спикера, лицом к хорватам. Он сунул руку в карман, где держал револьвер, повернулся лицом к президенту Нинко Перичу и сказал ему: «Я прошу вас, господин президент, наказать Пернара. Если вы не остановите меня, я сам накажу его!». После произнесения этой угрозы в зале поднялся шум. Но Рачич продолжил свои угрозы: «Тот, кто попытается встать между мной и Пернаром, будет убит!».
После чего Рачич достал свой парабеллум. Министр Милорад Вуйчич, сидевший на скамье позади Рачича, схватил его за руку, пытаясь остановить. Министр Куюнджич также пытался это сделать, но Рачич, будучи физически сильным, сумел освободиться от них. Ровно в 11:25 прозвучали выстрелы, и Пернар был ранен, пуля попала на 1 см выше сердца. Когда он рухнул, Рачич прицелился в Степана Радича. Джуро Басаричек заметил это и бросился последнего спасать. Однако Рачич повернулся в его сторону и выстрелил в него, пуля вошла в него в области поясницы и вышла около лопатки. Басаричек тут же потерял сознание. Иван Гранджа заслонил Степана Радича, и Рачич выстрелил ему в руку. Как только он упал, Рачич прицелился в Радича и выстрелил ему в грудь.
В этот момент Павле Радич подскочил к Рачичу, который не растерялся, выкрикнув: «Ха! Я искал тебя!» и смертельно ранил его. Пуля прошла на 1 см ниже сердца. Казалось, что следующей жертвой Рачича станет Светозар Прибичевич, сидевший рядом со Степаном Радичем, но Рачич покинул зал через кабинеты министров. Вся стрельба заняла не больше минуты. Это было одно из первых убийств в правительственном здании в истории. Оно рассматривалось как причина раскола в хорватско-сербских отношениях в старой Югославии.
После политического кризиса, вызванного стрельбой в парламенте, в январе 1929 года король Александр I Карагеоргиевич отменил конституцию, распустил парламент, запретил все этнические, региональные и религиозные политические партии и установил в стране диктатуру.
Павле Радич был похоронен на кладбище Мирогой в Загребе.